# Laupen (distrikt)
Laupen var fram till 31 december 2009 ett amtsbezirk i kantonen Bern, Schweiz.

## Kommuner
Laupen var indelat i elva kommuner:
- Clavaleyres
- Ferenbalm
- Frauenkappelen
- Golaten
- Gurbrü
- Kriechenwil
- Laupen
- Mühleberg
- Münchenwiler
- Neuenegg
- Wileroltigen